# Alice Diop
Alice Diop (1979, Aulnay-sous-Bois) é uma cineasta francesa.